# Centro de Estudos de Linguística Geral e Aplicada

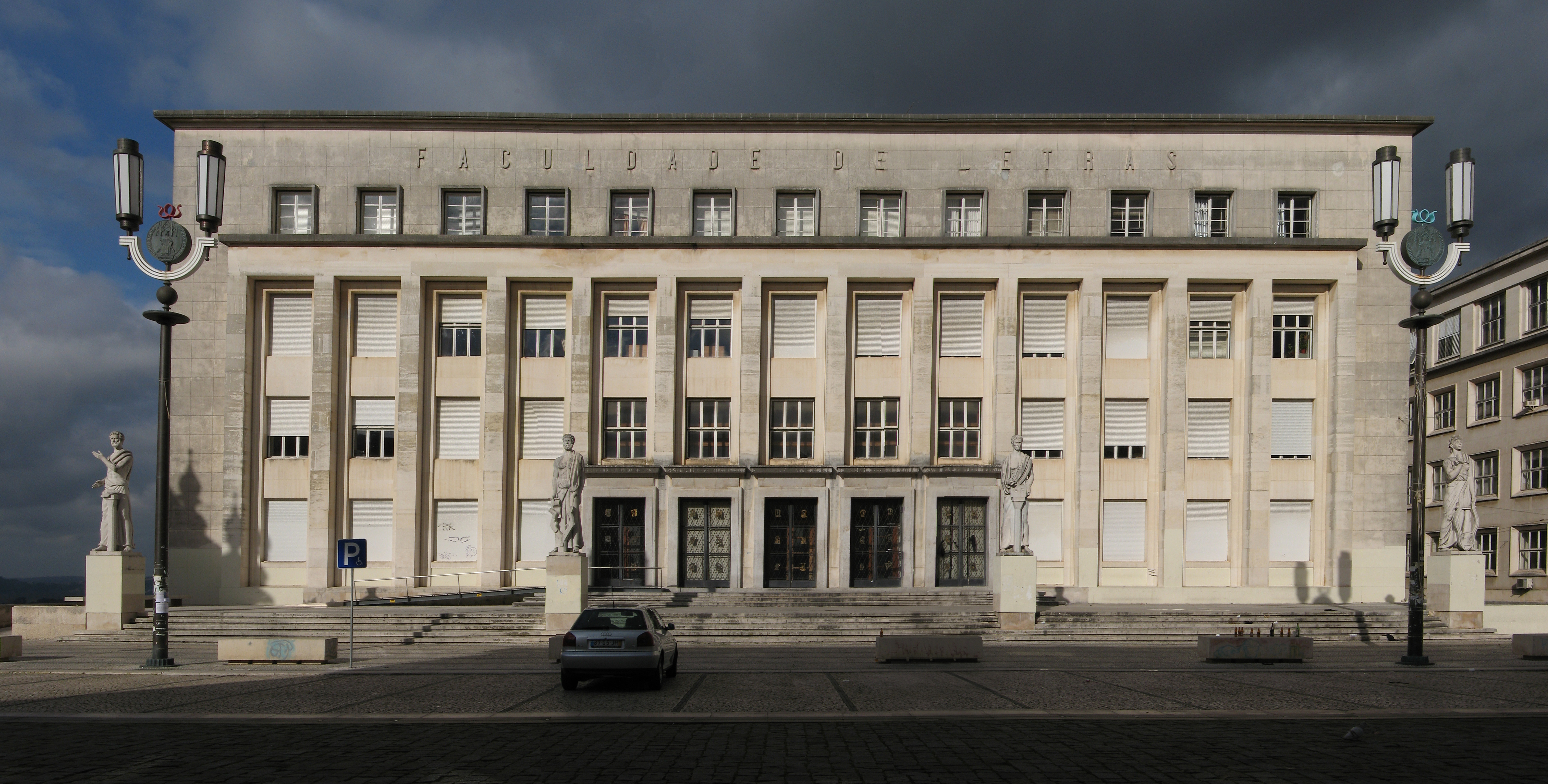
Faculdade de Letras de Coimbra, onde o CELGA-ILTEC tem algumas das suas instalações

O Centro de Estudos de Linguística Geral e Aplicada (CELGA-ILTEC) é uma unidade de investigação e desenvolvimento da Universidade de Coimbra, financiada pela Fundação para a Ciência e a Tecnologia (UID 4887). Tem como instituição de acolhimento a Faculdade de Letras daquela Universidade.

## História
O CELGA-ILTEC foi criado em 2015 a partir da fusão de dois centros de investigação e desenvolvimento previamente existentes, o CELGA, fundado em 1966 por José Herculano de Carvalho, professor da Universidade de Coimbra, e o ILTEC, fundado em 1988 em Lisboa por Maria Helena Mira Mateus, professora da Universidade de Lisboa.

## Objetivo
O CELGA-ILTEC tem como objetivos nucleares o estudo aprofundado da língua portuguesa e o desenvolvimento de investigação aplicada, através da criação de recursos, sobretudo para as áreas do ensino de português como língua materna e língua segunda e para o seu léxico, morfologia e ortografia. Tem em curso nestas áreas diversos projetos de investigação e desenvolvimento, da sua responsabilidade ou desenvolvidos em parceria.
O Centro conta atualmente com 41 membros integrados e 39 colaboradores de diferentes países e instituições de investigação, muitos dos quais doutorandos. Os investigadores integrados são docentes não só da Faculdade e Letras da Universidade de Coimbra, mas igualmente de outras universidades e institutos politécnicos portugueses e de outros países. 